# Orrszarvúfélék

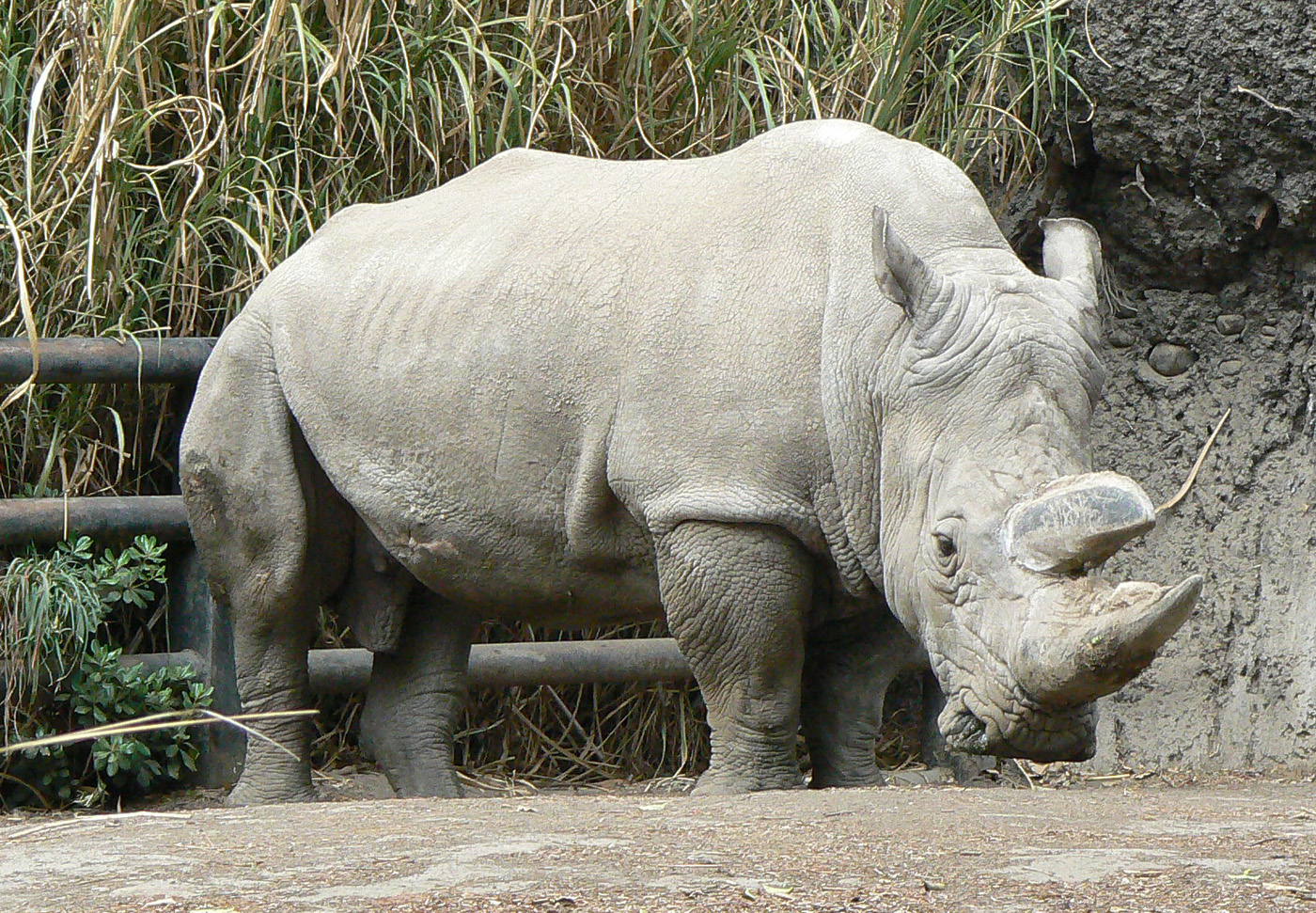
Szélesszájú orrszarvú (Ceratotherium simum)

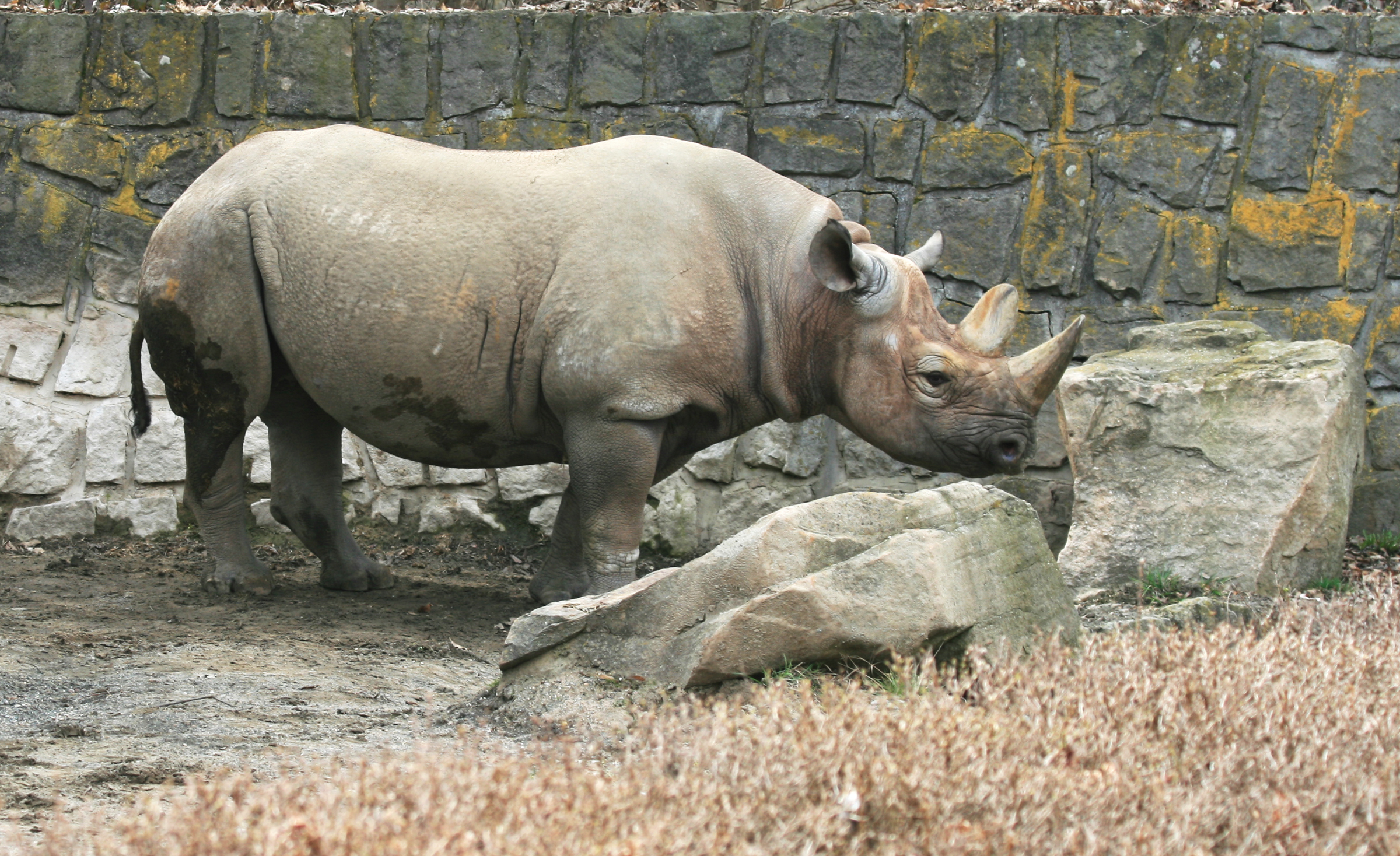
Keskenyszájú orrszarvú (Diceros bicornis)

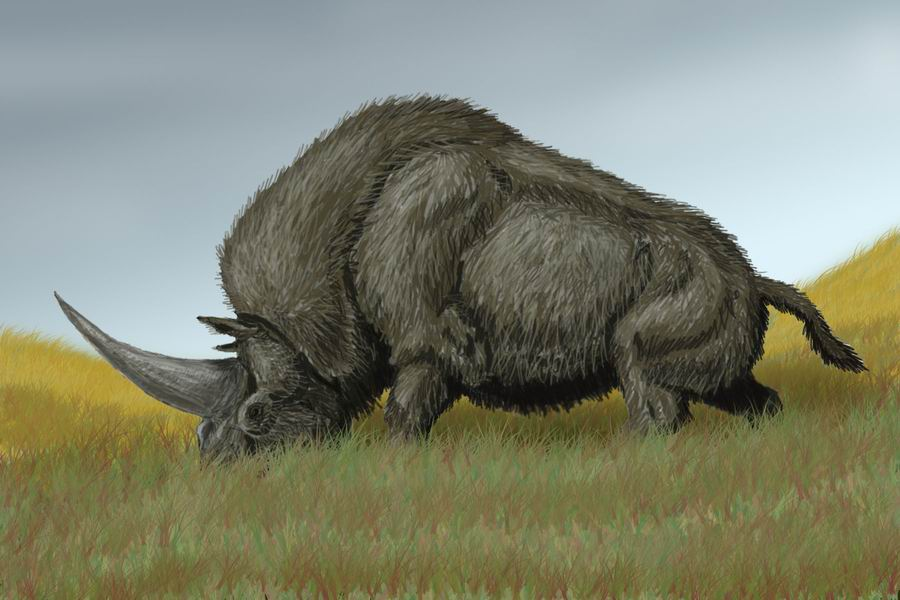
Elasmotherium

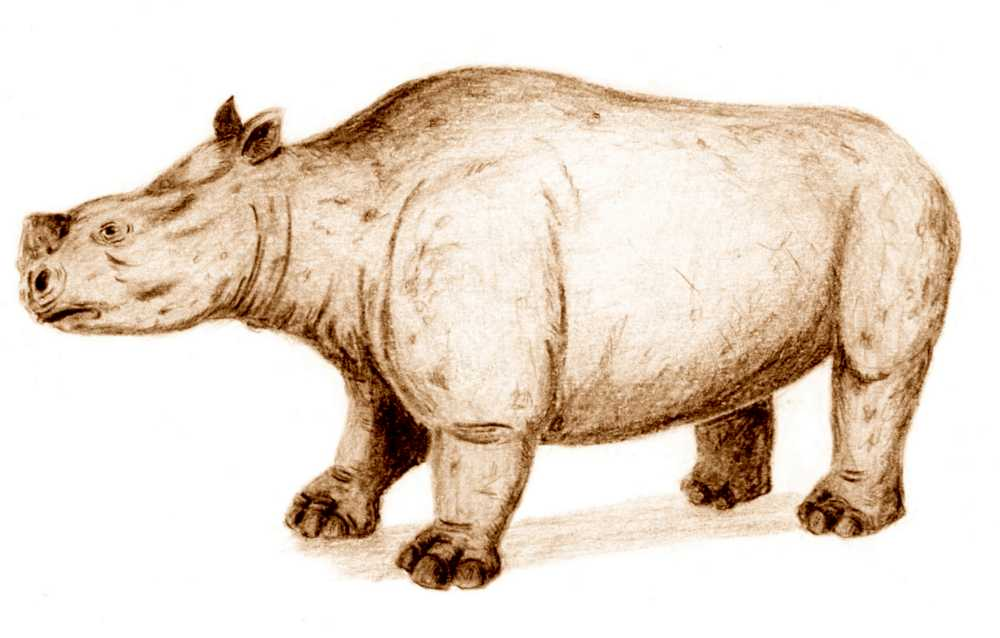
Teleoceras

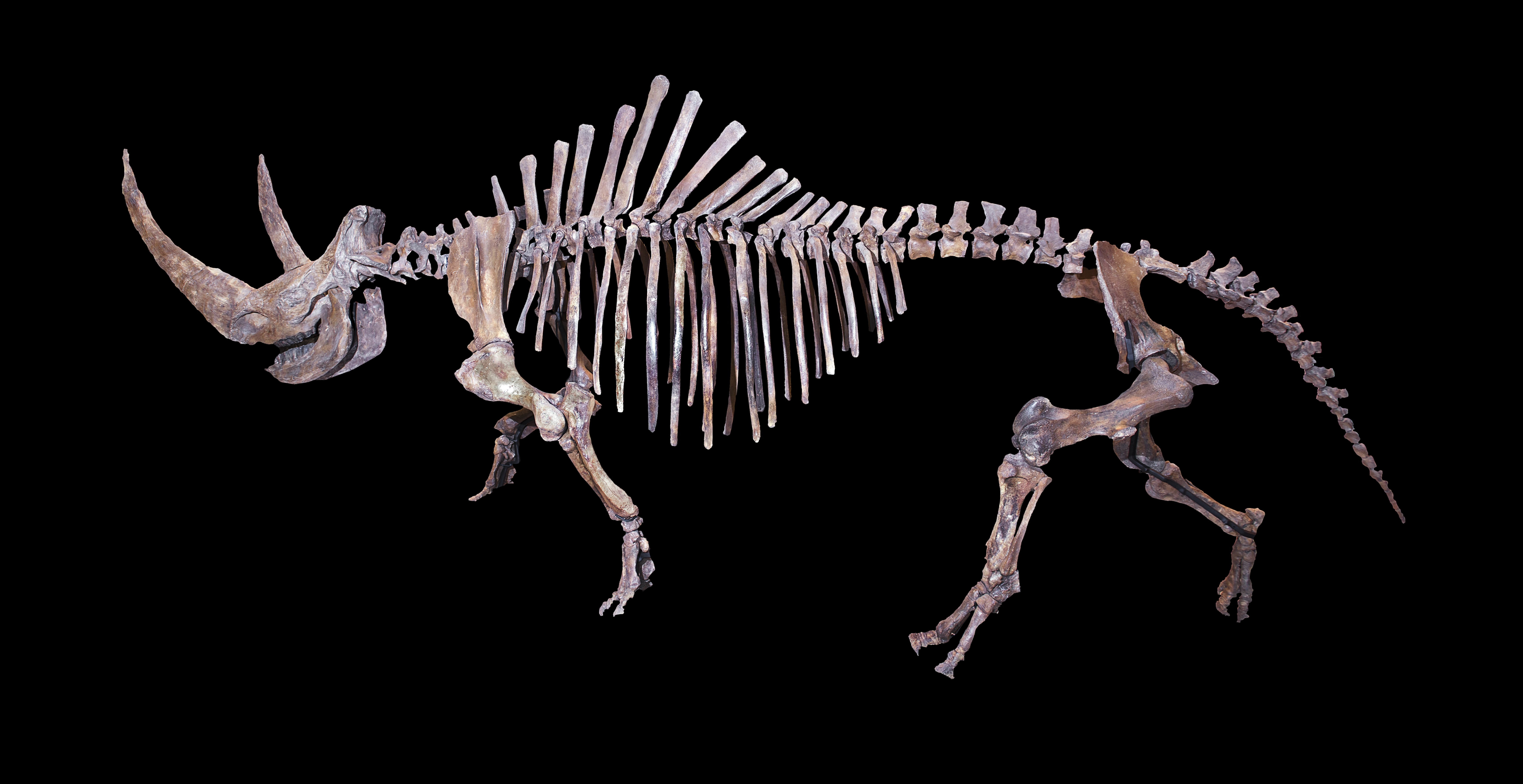
Gyapjas orrszarvú (Coelodonta antiquitatis) csontváza

Az orrszarvúfélék vagy régies kifejezéssel rinocéroszok (Rhinocerotidae) öt ma élő nagy testű, afrikai vagy ázsiai páratlanujjú patás fajt tömörítő rendszertani család.
A növényevő orrszarvúk jellemzője a nagy méret, a homlok közepén fejlődő egy vagy két kisebb-nagyobb szaruképződmény („szarv”), az 1,5–5 centiméteres vastagságú, kemény bőr valamint a kiváló hallással és szaglással párosuló viszonylag gyenge látás. Elsősorban ez utóbbi tulajdonságuknak tudható be agresszív viselkedésük – az indiai orrszarvú (Rhinoceros unicornis) például több emberrel végez évente Nepálban és Indiában, mint a tigrisek vagy a leopárdok.
Az egyedek átlagosan 40 évig élnek, és meglehetősen lassan szaporodnak. Emiatt az összes fajt – főleg a jávai és a szumátrai orrszarvút és különösen a vadon valószínűleg kihalt északi szélesszájú orrszarvút – súlyos veszély fenyegeti, mivel élőhelyük pusztul, és sok helyen a presztízsjavak közé sorolt, gyógyító erejűnek gondolt szarvaik miatt a mai napig illegálisan vadásszák őket.

## Elnevezések
A két afrikai faj, a szélesszájú orrszarvú (Ceratotherium simum) és a keskenyszájú orrszarvú (Diceros bicornis) közkeletű elnevezései – fehér és fekete – nyelvi tévedésen alapulnak. Mindkettő egyedei a szürkés, esetleg vörösesbarna különböző árnyalatait „viselik”, túlnyomórészt az élőhelyükön lévő talaj színe függvényében, ahonnan magukra szedik a port vagy sarat. A dél-afrikai búr telepesek holland nyelven „széles”-nek (wijd) nevezték a szélesszájúakat, amit az angol telepesek fehérnek (white) értelmeztek. A keskenyszájú fajta megkülönböztetésképpen kapta a fekete nevet. (A szélesszájú inkább a füvet legeli, a keskenyszájú főleg a bokrokról szedi össze táplálékát.) Érdekes, hogy a búroknak a holland nyelvből kialakult mai afrikaans nyelvébe is bekerült ez e téves megkülönböztetés, és már ők is elsősorban fehérnek (wit) és feketének (swart) nevezik a két fajt.
Az orrszarvúfélék hímjét, nőstényét, illetve kicsinyét a bika, tehén és borjú szavakkal jelöljük.

## Kifejlődésük
Feltételezések szerint az első orrszarvúfélék a kora eocén korszakban váltak le a többi páratlanujjú patásoktól (Perissodactyla). A mitokondriális DNS-vizsgálat szerint a modern orrszarvúak ősei és a lófélék (Equidae) ősei körülbelül 50 millió évvel ezelőtt válhattak szét. A mai orrszarvúfélék családja Eurázsiában jelent meg először, az eocén kor vége felé. A mai fajok ősei nagyjából a miocén kor idején kezdtek elterjedni Ázsiából.

## Rendszerezés
A családba az alábbi alcsaládok, nemzetségek és nemek tartoznak. A nemek többsége kihalt, manapság csak 4 nem és 5 faj létezik:
- Aceratheriinae
  - Aceratheriini
    - †Aceratherium  33,9–3,4 Ma - kora oligocén - középső pliocén
    - †Acerorhinus 13,6–7,0 Ma - miocén
    - †Alicornops 13,7–5,33 Ma - miocén
    - †Aphelops 20,430–5,330 Ma - kora miocén - kora pliocén
    - †Plesiaceratherium 20,0–11.6 Ma - kora és középső miocén

  - Chilotheriini
    - †Chilotherium 13,7–3,4 Ma - középső miocén - középső pliocén
    - †Floridaceras 20,43–16,3 Ma - kora és középső miocén
    - †Peraceras 20,6–10,3 Ma - kora és középső miocén
    - †Shansirhinus
- Rhinocerotinae
  -     - †Chilotheridium 23,03–11,610 Ma - kora és középső miocén
    - †Dromoceratherium 15,97–7,25 Ma - középső miocén
    - †Hoploaceratherium 16,9–16,0 Ma - középső miocén
    - †Mesaceratherium
    - †Proaceratherium 16,9–16,0 Ma - középső miocén
    - †Sinorhinus
    - †Subchilotherium

  - Teleoceratini
    - †Aprotodon 28,4–5,330 Ma - középső oligocén - kora pliocén
    - †Brachydiceratherium
    - †Brachypodella
    - †Brachypotherium 20,0–5,33 Ma - kora miocén - kora pliocén
    - †Diaceratherium 28,4–16,0 Ma - középső oligocén - középső miocén
    - †Prosantorhinus 16,9–7,25 Ma - középső miocén
    - †Shennongtherium
    - †Teleoceras 16,9–4,9 Ma - középső miocén - kora pliocén

  - Rhinocerotini 40,4–11,1 Ma - középső eocén - középső miocén
    - †Gaindatherium 11,61–11,1 Ma - középső miocén
    - †Punjabitherium
    - Rhinoceros

  - Dicerorhinini 5,330–0,011 Ma - késő miocén - késő pleisztocén
    - †Coelodonta - késő pliocén - holocén
    - Dicerorhinus 23,030–jelen
    - †Dihoplus 11,610–1,810 Ma - középső miocén - kora pleisztocén
    - †Lartetotherium 15,97–8,7 Ma - középső miocén
    - †Stephanorhinus 9,7–0,126 Ma - középső miocén - pleisztocén

  - Dicerotini  23,03–jelen
    - tompaorrú orrszarvúak (Ceratotherium) késő miocén – jelen
    - hegyesorrú orrszarvúak (Diceros) késő pliocén - jelen
    - †Paradiceros 15,97–11,61 Ma - középső miocén
- Elasmotheriinae
  - †Gulfoceras 23,030–20,430 Ma - kora miocén
  - Diceratheriini
    - †Diceratherium 33,9–11,610 Ma - kora oligocén - középső miocén
    - †Subhyracodon 38,0–26,3 Ma - késő eocén - késő oligocén

  - Elasmotheriini 20,0–0,126 Ma - kora miocén - pleisztocén
    - †Aegyrcitherium késő pliocén - késő pleisztocén
    - †Elasmotherium 3,6–0,126 Ma - középső pliocén - pleisztocén
    - †Hispanotherium - szinonimák: Beliajevina, Huaqingtherium, Tesselodon, Caementodon, Begertherium 16.0–7.250 Ma - középső miocén
    - †Meninatherium
    - †Menoceras 23,03–16,3 Ma - kora és középső miocén
    - †Parelasmotherium
    - †Sinotherium 9,0–5,3 Ma - középső miocén - kora pliocén
- Iranotheriinae
  -     - †Bugtirhinus 20,0–16,9 Ma - kora és középső miocén
    - †Iranotherium - késő miocén
    - †Kenyatherium
    - †Ougandatherium 20,0–16,9 Ma - kora és középső miocén
    - †Procoelodonta
- incertae sedis
  - Trigonias - késő eocén
  - Ningxiatherium